# Soyouz TMA-17M
Soyouz TMA-17M est une mission spatiale dont le lancement a eu lieu le 22 juillet 2015. Elle a transporté trois membres de l'Expédition 44 vers la Station spatiale internationale (ISS).
Soyouz TMA-17M s'est séparé de l'ISS à 09:49 UTC le 11 décembre 2015. L'atterrissage a eu lieu au Kazakhstan le 11 décembre 2015 à 13:12 UTC.

## Équipage
- Commandant : Oleg Kononenko (3),  Russie
- Ingénieur de vol 1 : Kimiya Yui (1),  Japon
- Ingénieur de vol 2 : Kjell N. Lindgren (1),  États-Unis

## Équipage de réserve
- Commandant : Iouri Malentchenko (5),  Russie
- Ingénieur de vol 1 : Timothy Peake (0),  Royaume-Uni
- Ingénieur de vol 2 : Timothy Kopra (2),  États-Unis

Le chiffre entre parenthèses indique le nombre de vols spatiaux effectués par l'astronaute, Soyouz TMA-17M inclus.